# Amt Georgenthal
Das Amt Georgenthal war eine territoriale Verwaltungseinheit der Ernestinischen Herzogtümer. Ab 1640 gehörte es zum Herzogtum Sachsen-Gotha, ab 1672 zum Herzogtum Sachsen-Gotha-Altenburg und ab 1826 zum Herzogtum Sachsen-Coburg und Gotha.
Bis zur Verwaltungs- und Gebietsreform des Herzogtums Sachsen-Coburg und Gotha im Jahr 1858 und der damit verbundenen Auflösung bildete es als Amt den räumlichen Bezugspunkt für die Einforderung landesherrlicher Abgaben und Frondienste, für Polizei, Rechtsprechung und Heeresfolge.

## Geographische Lage
Das Amt Georgenthal lag am Nordrand des Thüringer Waldes, nur bei Tambach-Dietharz verlief die Amtsgrenze bis zum Rennsteig auf dem Kamm des Gebirges. Im Amtsgebiet befand sich der Oberlauf der Apfelstädt, die in der Nähe des Rennsteigs bei Tambach-Dietharz entspringt. Die Exklave Cobstädt lag nordwestlich des Amtsgebiets zwischen Gotha und Erfurt am Rettbach, einem Zufluss der Apfelstädt.
Das Amtsgebiet liegt heute im Zentrum des Freistaats Thüringen und gehört zum Landkreis Gotha.

## Angrenzende Verwaltungseinheiten
Das Amt Georgenthal grenzte bei seiner Gründung bis zum Aussterben der Grafen von Henneberg im Jahr 1583 im Südwesten und Süden an die Grafschaft Henneberg, wobei die südwestlich angrenzende Herrschaft Schmalkalden unter gemeinsamer Verwaltung der Landgrafschaft Hessen und der Grafschaft Henneberg-Schleusingen stand. 
Im 16. und 17. Jahrhundert veränderte sich die politische Zugehörigkeit der umliegenden Gebiete u. a. durch folgende Ereignisse: 
- Übergang des Klosters Reinhardsbrunn in wettinisch-sächsischen Besitz  nach 1525 (Ernestiner)
- Besitzteilungen und -zusammenlegungen der Ernestinischen Herzogtümer ab 1572
- Aussterben der Grafen von Henneberg 1583: die Herrschaft Schmalkalden wurde Alleinbesitz der Landgrafschaft Hessen, welche 1619 auch das seit 1583 sächsische Amt Hallenberg erhielt

Seit der Gründung des Herzogtums Sachsen-Gotha-Altenburg im Jahr 1672 grenzte das Amt Georgenthal an folgende Gebiete:
- Westen: Ämter Reinhardsbrunn und Tenneberg (Herzogtum Sachsen-Gotha)
- Norden und Osten: Grafschaft Obergleichen (Herzogtum Sachsen-Gotha)
- Südost: Amt Schwarzwald (Herzogtum Sachsen-Gotha)
- Süden: Amt Hallenberg (hessische Herrschaft Schmalkalden)
- Südwesten: Amt Schmalkalden (hessische Herrschaft Schmalkalden)

Die Exklave Cobstädt lag nordwestlich des Amts und grenzte im Norden und Osten an das Amt Gotha, im Süden an das Amt Ichtershausen und Wachsenburg und im Westen an die Grafschaft Gleichen (alle zum Herzogtum Sachsen-Gotha-Altenburg gehörig).

## Geschichte

### Kloster Georgenthal
Das Zisterzienserkloster „St. Georg“, 1347 als „Kloster Georgenthal“ erwähnt, wurde 1143 durch die mit den Grafen von Schwarzburg verwandten von Grafen von Kevernburg gegründet. Diese waren bis zu ihrem Aussterben im Jahr 1385 Schutzvögte des Klosters. Danach übernahmen die Landgrafen von Thüringen aus dem Haus Wettin diese Aufgabe. Im Jahr 1335 gehörten dem Kloster knapp 11.000 Hektar Land mit zehn späteren Amtsorten und weiterem Besitz in anderen Orten, welcher durch Schenkungen an das Kloster gekommen war. 
Durch die Leipziger Teilung der wettinischen Besitzungen im Jahr 1485 kam die Schutzherrschaft über das Kloster an die Ernestiner. Im Bauernkrieg wurde das Kloster Georgenthal 1525 von einem aufständischen Bauernheer geplündert und fast völlig zerstört, die Mitglieder des Konvents flohen in die Stadt Gotha. 1528 erfolgte die Auflösung (Säkularisation) des Klosters durch den sächsischen Kurfürsten Johann den Beständigen. Die Klosteranlage diente anschließend als Steinbruch.

### Ernestinische Herzogtümer
1531 wurde der Klosterbesitz durch Kurfürst Johann den Beständigen eingezogen. Das ehemalige Kloster und seine zehn Dörfer bildeten seitdem das „Amt Georgenthal“. Durch die Folge des Schmalkaldischen Krieges verloren die Ernestiner 1547 die Kurwürde, wodurch ihre Besitzungen im Herzogtum Sachsen vereinigt wurden. Bei der Erfurter Teilung des Herzogtums Sachsen 1572 wurde das Amt Georgenthal dem Herzogtum Sachsen-Weimar zugeteilt.
Ab 1600 erfolgte der Umbau eines der Klostergebäude zu einer Sommerresidenz, dem „Schloss Georgenthal“. Gestaltet und genutzt wurde sie unter anderem durch Herzog Ernst den Frommen von Gotha. Bei der Ernestinischen Teilung 1640 kam das Amt Georgenthal zum neu gegründeten Herzogtum Sachsen-Gotha, welches 1672 zum Herzogtum Sachsen-Gotha-Altenburg erweitert wurde. Durch den „Gothaer Hauptrezess“ wurde das Herzogtum Sachsen-Gotha-Altenburg im Jahr 1680 erneut geteilt, wobei das Amt Georgenthal bei dem stark verkleinerten Herzogtum Sachsen-Gotha-Altenburg blieb. Im Jahr 1750 wurde unter Obhut der herzoglichen Forstverwaltung die seitdem zum Amt gehörige Kolonistensiedlung „Friedrichsanfang“ bei Crawinkel gegründet.
Nach dem Aussterben der Linie Sachsen-Gotha-Altenburg kam es mit dem Teilungsvertrag zu Hildburghausen vom 12. November 1826 zur umfassenden Neugliederung der Ernestinischen Herzogtümer. Dabei kam der Landesteil Sachsen-Gotha mit dem Amt Georgenthal zum Herzogtum Sachsen-Coburg und Gotha, dessen beide Landesteile fortan in Personalunion regiert wurden. 1830 erfolgte die Trennung von Verwaltung und Justiz, in Georgenthal entstand das neue Justizamt Georgenthal.
Das Herzogtum Sachsen-Coburg und Gotha wurde 1858 in selbständige Städte und Landratsämter gegliedert. Dabei wurde das Amt Georgenthal in das Landratsamt Ohrdruf integriert, die Verwaltungsaufgaben des Justizamts Georgenthal kamen 1869 an das Justizamt Ohrdruf.

## Zugehörige Orte
Amtsdörfer
| - Georgenthal - Catterfeld - Cobstädt (Exklave) - Dietharz - Friedrichsanfang (1750 angelegt; bei Crawinkel) - Gräfenhain | - Herrenhof - Hohenkirchen - Nauendorf - Schönau vor dem Walde - Tambach |

Kloster und Burgen
- Kloster Georgenthal
- Castrum Walinvels (Burg Waldenfels) bei Tambach und Dietharz
- Tannenburg, Ruine bei Schönau vor dem Walde